# Pjatychatky (obwód zaporoski)
Pjatychatky (ukr. П'ятихатки) – wieś na Ukrainie, w obwodzie zaporoskim, w rejonie wasylowskim, w hromadzie Stepnohirśk. W 2001 liczyła 301 mieszkańców, wśród których 275 wskazało jako ojczysty język ukraiński, a 26 rosyjski.